# Ниппурский бедняк
«Ниппурский бедняк» — стихотворное произведение вавилонской литературы, написанное во II тыс. до н. э. По всей вероятности, поэма представляет собой художественно обработанную версию устной народной сказки. Произведение относится к разряду «сказок о ловких людях». Главный герой произведения — бедный простолюдин из Ниппура — благодаря своей хитрости и находчивости смог отомстить могущественному обидчику. Данный сюжет широко распространен в мировом фольклоре; в «Указателе сказочных типов» Стита Томпсона (Thompson S. The Types of the Folktale. Helsinki, 1973) приводится большое число аналогичных сказок — арабских, испанских, итальянских, французских, греческих, турецких, русских, норвежских, англоамериканских и латиноамериканских.